# Mercedes-Benz Classe E (Type 213)
Elle est présentée en janvier 2016 au Salon de Détroit (dont un concept à conduite autonome basé sur cette routière de luxe a été dévoilé au Salon de Francfort 2015) et reprend le style des récentes Classe C et S. Les surfaces anguleuses du modèle actuel laissent place à des formes plus courbées et plus sensuelles,. La Classe E est ensuite présentée au Mondial de l'automobile de Paris 2016.
En 2017 sort une déclinaison break puis une version coupé et une version cabriolet en 2018. Une version baroudeuse est même proposée sur la version break qui est la version All-Terrain, à l'instar de l'Audi A6 Allroad.
En 2020, Mercedes opère un restylage.
Elle est remplacée en 2023 par une nouvelle Classe E W214.

## Historique

### Phase 2
La phase 2 de la 5e génération de Classe E devait être présentée au salon international de l'automobile de Genève 2020 mais celui-ci a été annulé à cause de la pandémie de COVID-19. Le restylage de la berline est présenté à la presse en mars 2020 avant celui des coupés et cabriolet avant l'été.

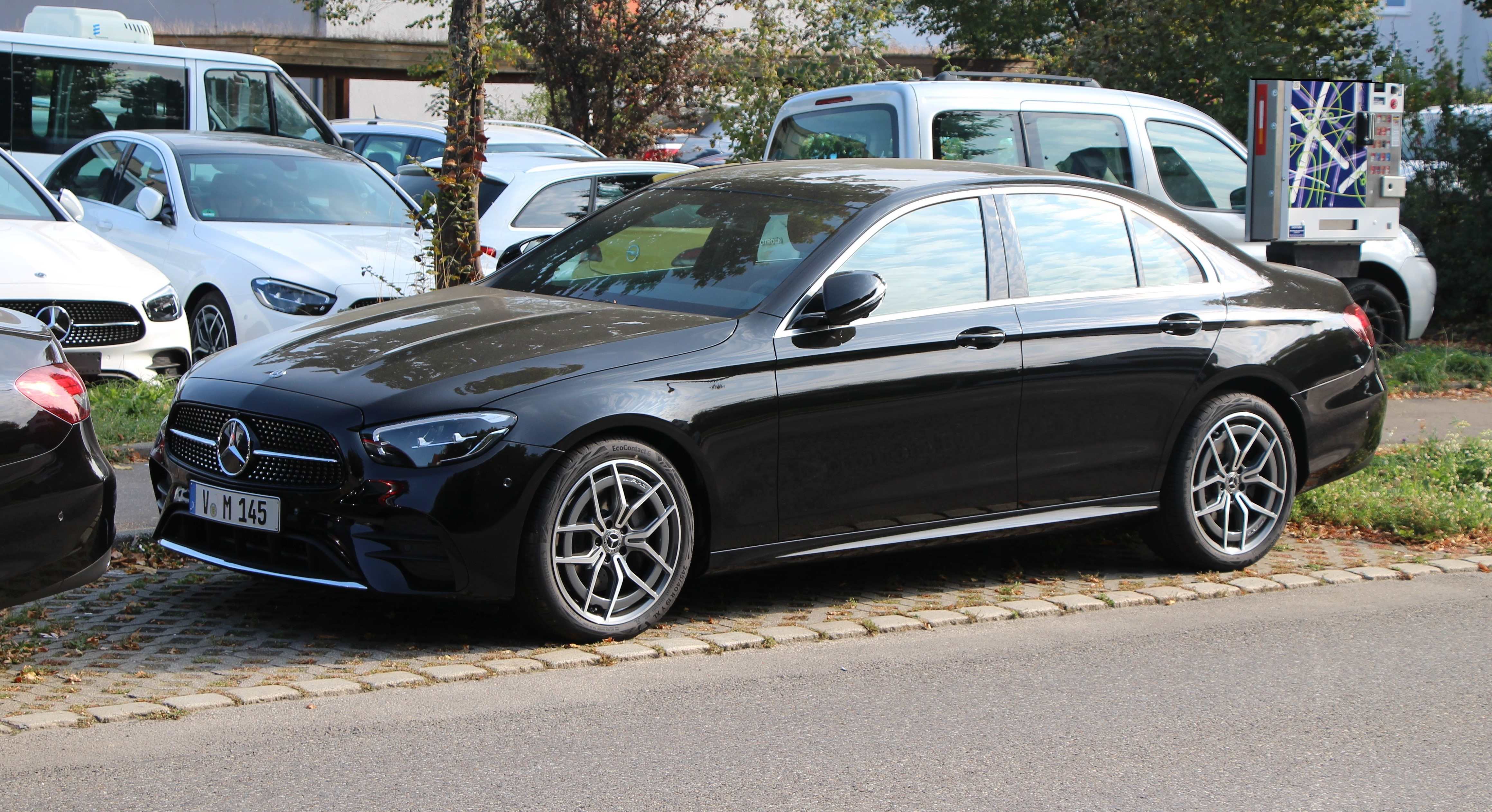
W213 restylage 2020.
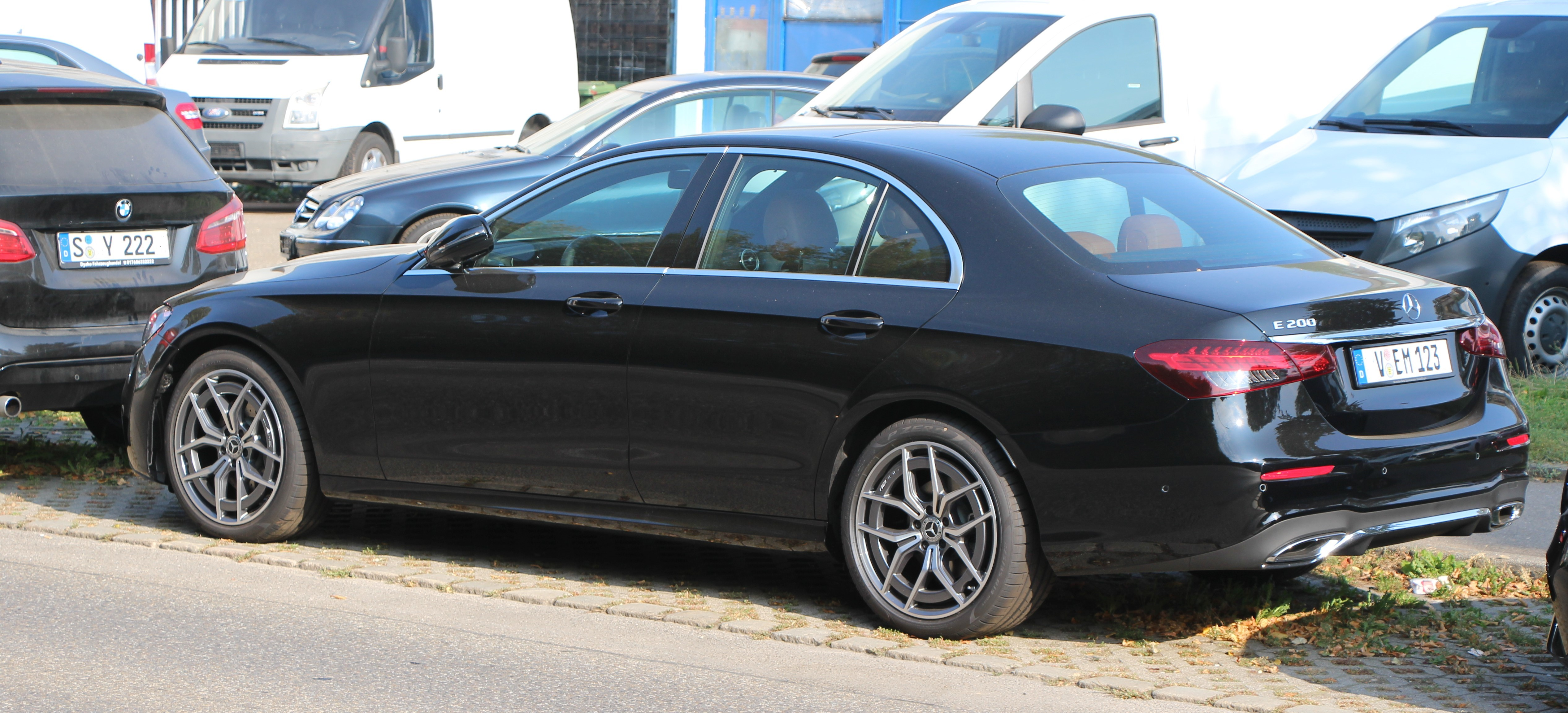
W213 restylage 2020.

## Autres variantes

### Berline longue
Cette version, produite à Beijing en Chine, est uniquement pour le marché local chinois. Elle a été présentée au salon automobile 2016 de Pékin.

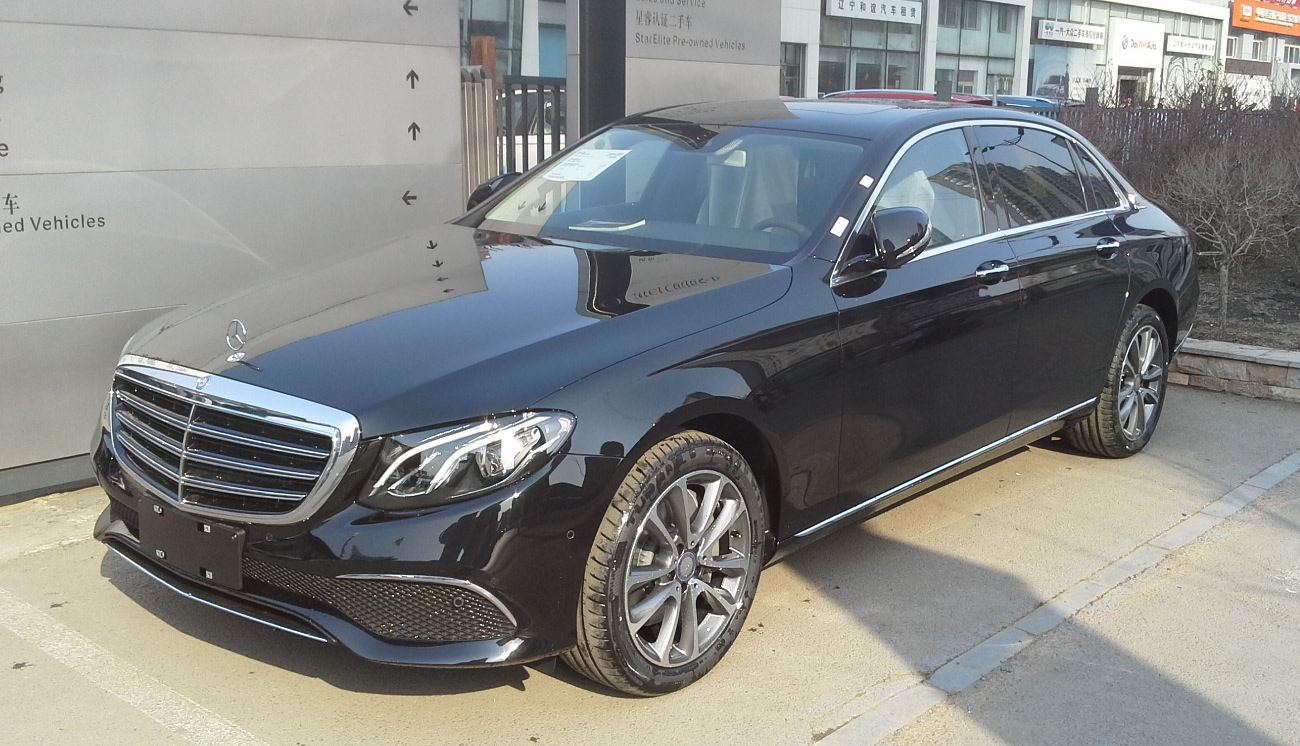
V213.
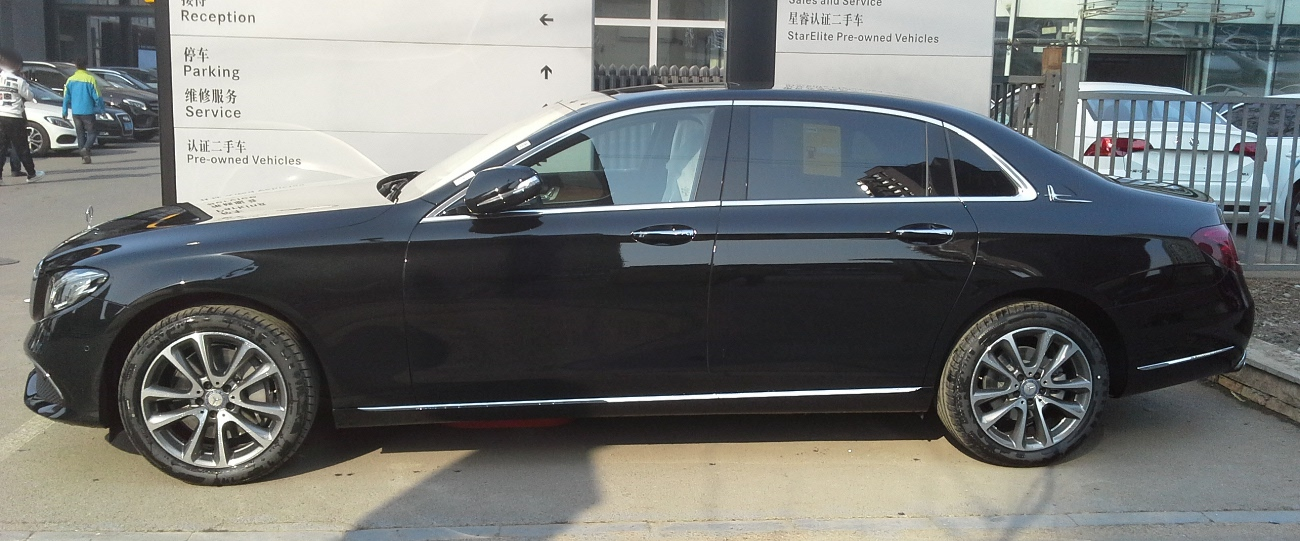
V213.
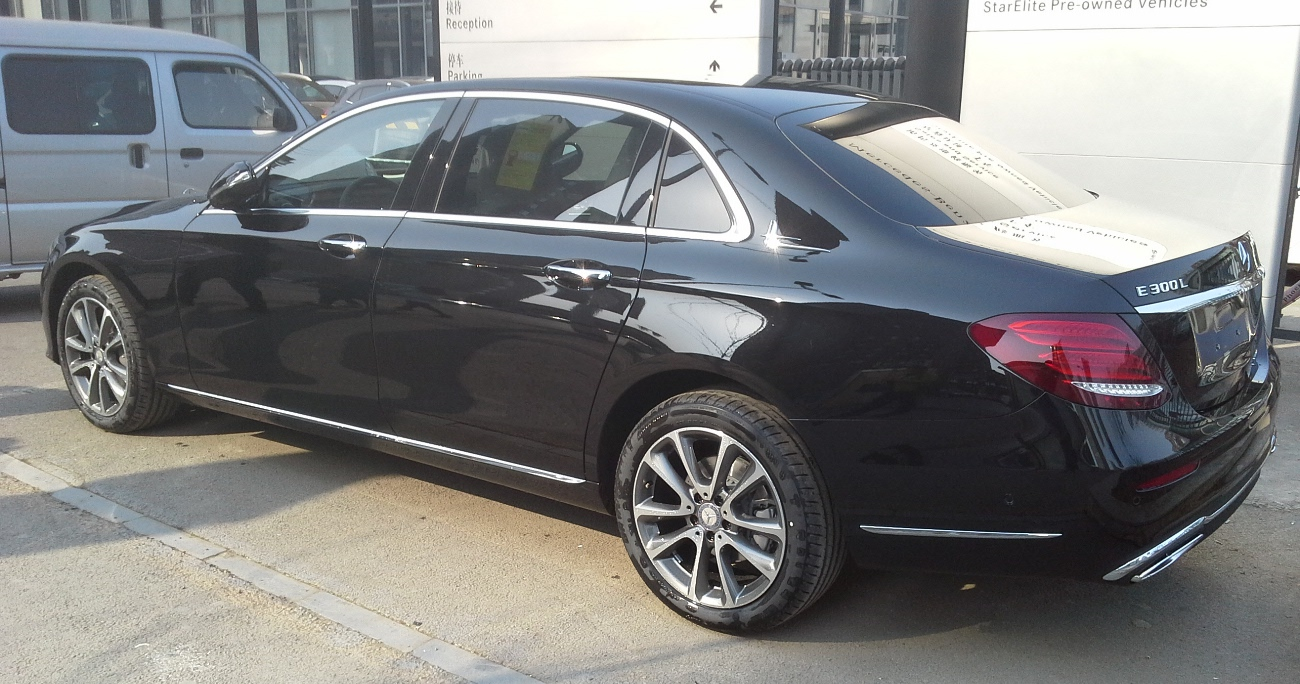
V213.

### Break
La version break de la Classe E W213 (S213) est dévoilée le 6 juin 2016.

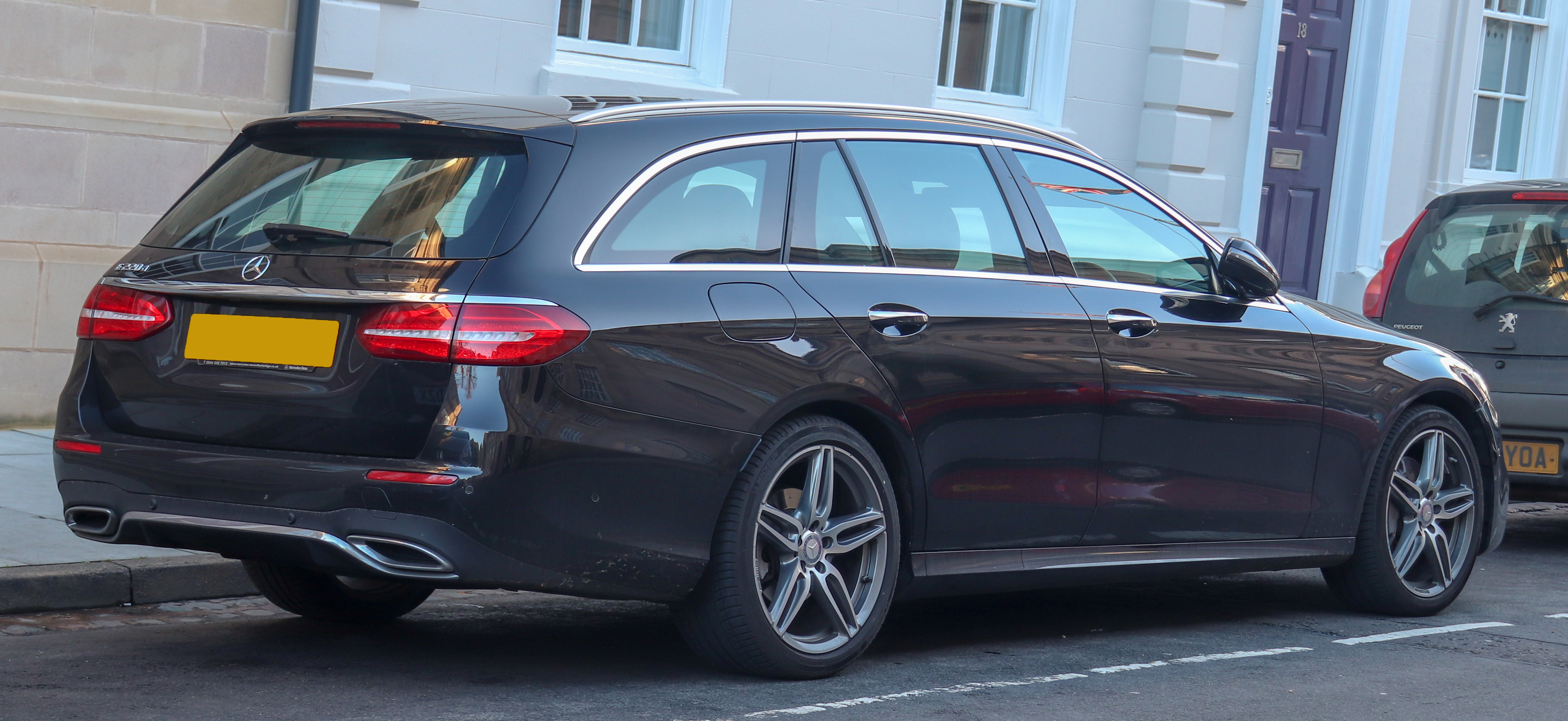
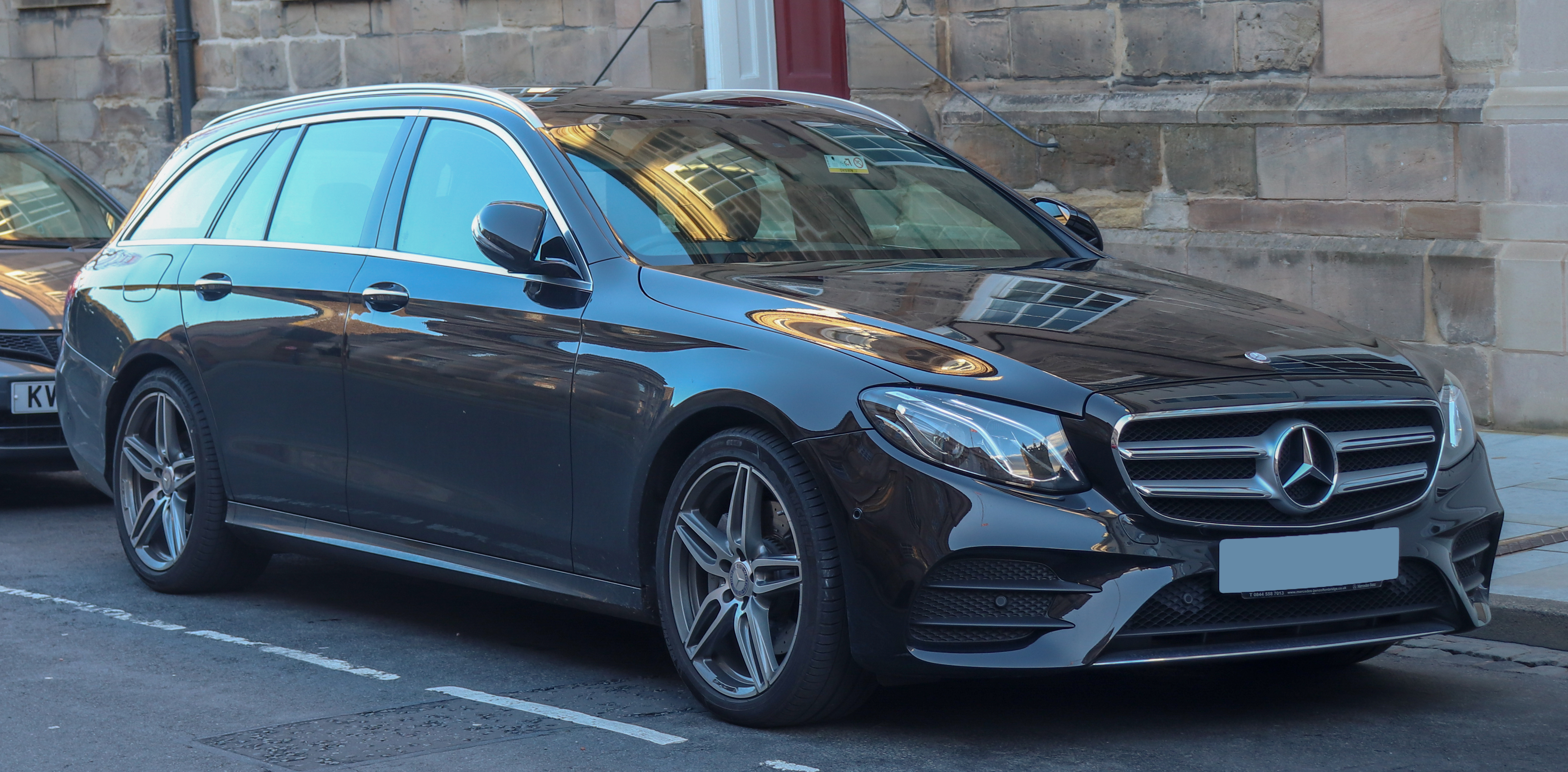

### Coupé
La version coupé est sortie en 2017,. Elle a été officiellement dévoilée en décembre 2016 avant d'être lancée en 2017.

### Cabriolet

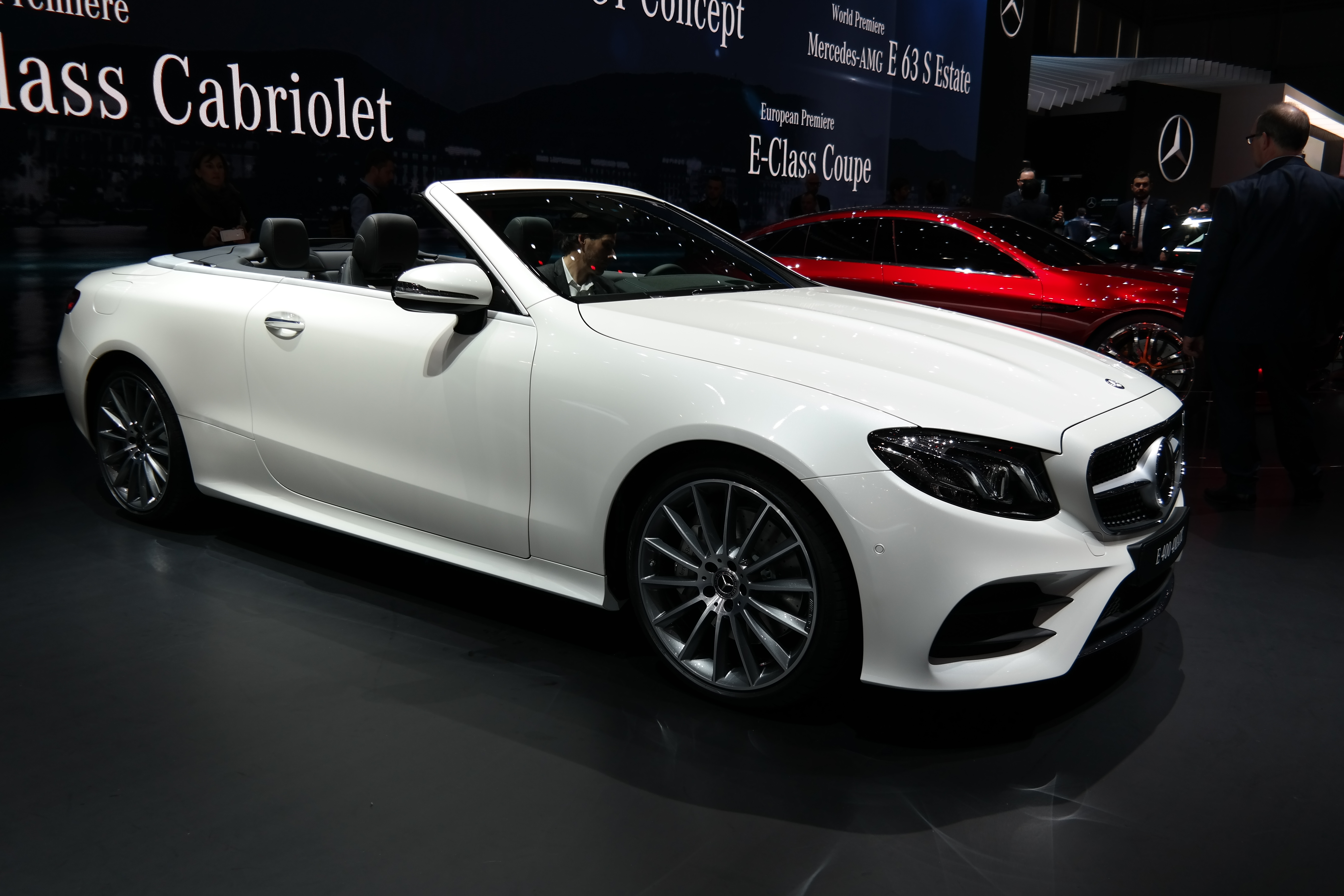
Mercedes-Benz Classe E Cabriolet (A238).

La version cabriolet est sortie en 2018 dont ses premiers spyshots ont été aperçus sur route fin mars 2016,. Elle est dévoilée au Salon de Genève 2017.

## Motorisations
Elle est d'abord vendue, au début de 2016, équipée d'un moteur essence E200, ou d'un moteur diesel E220d ou E350d.
Courant 2016, un moteur hybride rechargeable (350 e) essence/électrique est également apparu, avec une autonomie tout électrique théorique de 25 km.

### Diesel
- E 200 D : 4 cylindres en ligne – 2,0 L 150 ch - 8,4 s (0-100 km/h)- 224 km/h - moteur arrêté au profit du 220D en 2018
- E 220 D : 4 cylindres en ligne – 2,0 L 194 ch - 7,3 s (0-100 km/h) - 240 km/h (disponible en version 4Matic)
- E 350 D : 6 cylindres en V – 3,0 L 258 ch - 5,9 s (0-100 km/h) - 250 km/h (disponible en version 4Matic) - moteur arrêté en 2018 au profit du 400D

Depuis 08/2018, le 350D est remplacé par le 400 D, un 6 cylindres en ligne plus puissant et plus coupleux,
- E 400 D 4 MATIC BA09: 6 cylindres en ligne – 3,0 L 340 ch – 700 N m (depuis fin 2018 - nouveau moteur)

### Essence
- E 200 : 4 cylindres en ligne – 2,0 L 184 ch - 8,1 s (0-100 km/h) - 240 km/h
- E 200 4 MATIC : 4 cylindres en ligne – 2,0 L 184 ch - 7,9 s (0-100 km/h) - 233 km/h
- E 250 : 4 cylindres en ligne – 2,0 L 211 ch - 6,9 s (0-100 km/h) - 250 km/h (bridé)
- E 300 : 4 cylindres en ligne – 2,0 L 245 ch - 6,1 s (0-100 km/h) - 250 km/h (bridé)

Une version essence plus puissante est disponible embarquant un V6 de 2 996 cm3 équipé d'un turbo.
- E 400 4 MATIC : 6 cylindres en V – 3,5 L 306 ch (quelques exemplaires en 2017 ). 6,1 s (0-100 km/h) - 250 km/h (bridé) remplacée par
- E 400 4 MATIC : 6 cylindres en V – 3,0 L 333 ch - 5,2 s (0-100 km/h) - 250 km/h (bridé) remplacée par
- E 450 4 MATIC : 6 cylindres en V – 3,0 L 367 ch - 5,6 s (0-100 km/h) - 250 km/h (bridé)
- AMG

Une nouvelle gamme AMG a fait son entrée pour cette nouvelle Classe E, la version E43 AMG reprenant le moteur de la E400.
Par ailleurs, il n'est pas monté à la main et n'a donc pas la plaque gravée portant le nom et la signature de l'ingénieur qui l'a préparé, comme sur les V8 et les V12 de la gamme AMG supérieure.
- E 43 AMG : V6 biturbo – 3,0 L – 2 996 cm3 - 401 ch - 520 N m entre 2 000 et 4 750 tr/min - transmission intégrale 4MATIC - boîte automatique à neuf rapports[18].

Gamme supérieure

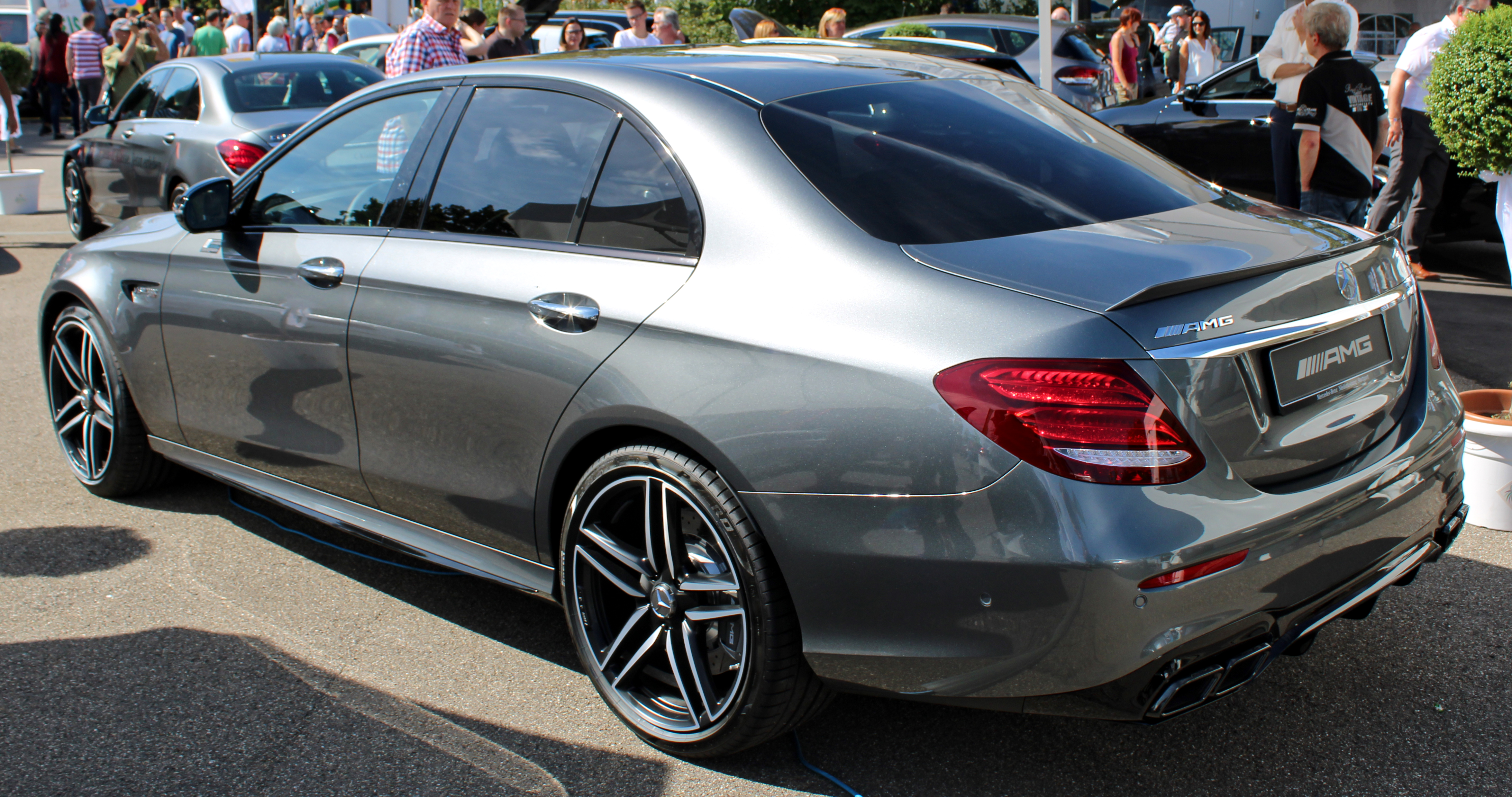
E63 AMG

- E63 AMG : 571 ch - V8 biturbo 4,0 L - 571 ch - 750 N m à 2 250 tr/min - 250 km/h

- 63 AMG S 4MATIC+ : 612 ch[19]. - V8 biturbo 4,0 L - 612 ch - 850 N m à 2 500 tr/min - 250 km/h

## Finitions
La classe E se décline selon 3 lignes de finition : Executive, Sporline et Fascination.